# 정신적 후속작
정신적 후속작(영어: Spiritual successor 또는 Spitirual sequel 혹은 Companion Piece)은 전 작품이나 프리퀄, 속편의 줄거리에 직접적으로 연관되지 않는 후속작이다. 그럼에도 불구하고 비슷한 요소, 테마, 스타일을 지니고 있다.

## 정신적 후속작의 예

### 게임
- 바이오쇼크는 시스템 쇼크 시리즈의 정신적 후속작이다.
- 수프림 커맨더는 토탈 어나힐레이션의 정신적 후속작으로 여겨지고 있다.[1][2][3]
- 엘소드는 그랜드체이스의 정신적 후속작이다.
- 헬게이트 런던은 개발자인 플래그십 스튜디오가 디아블로 2의 정신적 후속작이라고 언급했다.[4]
- 보더 다운은 다리우스 시리즈와 레이포스, 레이스톰 등 타이토 슈팅의 정신적 후속작이다.
- 크림슨 드래곤은 팬저 드래군 시리즈의 성신적 후속작이다.

### 영화
- 박찬욱 감독의 복수 삼부작은 복수는 나의 것, 올드보이, 친절한 금자씨로 구성되어 있다. 이 세 영화는 "복수, 폭력과 구제"라는 공통된 주제를 가지고 있다.[5][6][7]

## 같이 보기
- 캐논 (창작물)
- 리부트 (작품)
- 리메이크
- 속편
- 스핀오프